# Аппетит
Аппети́т (от лат. appetitus — «стремление; желание») — ощущение, связанное с потребностью в пище, а также физиологический механизм, регулирующий поступление в организм пищевых веществ. Иногда различают чувство голода и аппетит — желание «перекусить», вызванное запахом или видом пищи, социальной обстановкой (например, «за компанию»), психическим состоянием («заедание» азарта, печали, страха).
Аппетит тесно связан с деятельностью пищевого центра, преимущественно с его отделами в гипоталамусе и коре больших полушарий головного мозга. Аппетит определяется приходящей в пищевой центр информацией об условиях питания, поступлении и усвоении пищи, расходовании пищевых запасов. Аппетит не следует за исчерпанием запасов организма, а предупреждает его, поэтому многие раздражители, формирующие аппетит, могут изменять своё сигнальное значение в соответствии с изменением привычного режима питания. Возбуждение аппетита зависит от содержания в крови продуктов промежуточного обмена, уровня усвоения их клетками, содержания в тканях воды, состояния жировых запасов, сокращений пустого желудка, понижения температуры тела, а также от многих внешних раздражителей, связанных с условно-рефлекторной деятельностью (вид и запах пищи, привычная обстановка и др.). Торможение аппетита наступает в результате акта еды, растяжения стенок желудка пищей, всасывания и усвоения продуктов её расщепления, изменения гормонального фона.
Различают общий аппетит — к любой пище — и специализированные, или избирательные, формы аппетита, отражающие потребность организма в белках, жирах, углеводах, минеральных веществах, витаминах. Аппетит способствует не только регулированию потребления определённой пищи в необходимом организму количестве, но и её перевариванию и усвоению, возбуждая секрецию слюны и желудочного сока. Хороший аппетит свидетельствует часто о физическом и психическом благополучии. Расстройства аппетита являются симптомом многих заболеваний. Уменьшение аппетита (анорексия), болезненное его усиление (булимия) или психогенное переедание наблюдаются при опухолях мозга, многих нервно-психических расстройствах, нарушении деятельности желудочно-кишечного тракта, авитаминозах, эндокринных болезнях. Нормализация аппетита зависит как от лечения основного заболевания, так и от соблюдения правильного режима питания.
Наиболее частой причиной, вызывающей аппетит, является резкое колебание сахара в крови. Эти колебания провоцируются кратковременным и интенсивным поглощением сладких продуктов, свойственным современным людям (фастфуд, газированные напитки, конфеты). За короткое время такого «перекуса» уровень сахара в крови увеличивается в 2—3 раза. Организм расценивает это как крайне опасную ситуацию и начинает быстро переводить сахар в жир, избавляясь от избытков сахара. В результате уровень сахара резко снижается, что провоцирует мозг на мощный сигнал голода — снижение сахара в крови — потенциальная угроза для жизни.